# A Night of Appreciation for Sabu
A Night of Appreciation for Sabu est un show de catch américain qui s'est déroulé le 12 décembre 2004 à Belleville dans le but de trouver des fonds pour le catcheur Sabu, qui avait contracté un virus jusqu'alors inconnu et était temporairement paralysé.
Le show n'a pas été organisé par une fédération en particulier, mais par le manager Jimmy Hart, le promoteur Scott D'amore et Raven, un ami proche de Sabu. Un titre de la Border City Wrestling fut même remis en jeu, le BCW Can-Am Heavyweight Championship.

## Résultats
| # | Résultats | Stipulations                                             |
| - | --- | -------------------------------------------------------- |
| 1 | Shark Boy et D-Ray 3000 def. Conrad Kennedy III et Eddie Venom                                                      | Tag Team match                                           |
| 2 | A-1 (avec Jade) def. D'Lo Brown (c)                                                                                 | Match simple pour le BCW Can-Am Heavyweight Championship |
| 3 | Monty Brown def. Dallas                                                                                             | Match simple                                             |
| 4 | A.J. Styles def. Daniels                                                                                            | Match simple                                             |
| 5 | Team Canada (Petey Williams et Johnny Devine) def. James Storm and Gutter                                           | Tag Team match                                           |
| 6 | Insane Clown Posse (Shaggy 2 Dope et Violent J) et Rude Boy def. Corporal Robinson, Zach Gowen et Breyer Wellington | Six-Man Tag Team match                                   |
| 7 | Michael Shane def. Jeff Hardy                                                                                       | Match simple                                             |
| 8 | Shane Douglas def. Raven                                                                                            | Match simple avec Mick Foley en arbitre spécial          |